# Russell Boyd
Russell Boyd (21 de abril de 1944) é um diretor de fotografia australiano.

## Biografia
Boyd nasceu em Geelong, Vitória. Ele cresceu em uma pequena fazenda, quando adolescente, ele começou a trabalhar em uma pequena produtora da Austrália, filmando cinejornais. Tempo depois, ele começou a filmar noticiários na Seven Network, em Melbourne. Depois de quatro anos, ele se mudou para Sydney e começou a trabalhar em uma produtora de documentários, conhecendo Michael Thornhill, que em 1974 pediu para ele ser o diretor de fotografia do filme Between Wars.
Em 1976, ele ganhou o BAFTA Award de Melhor Fotografia pelo filme Picnic at Hanging Rock, dirigido por Peter Weir. Em outra colaboração com Weir, ele venceu o Oscar de Melhor Fotografia por Master and Commander: The Far Side of the World (2003).